# Universitat de Kíiv
Universitat Taràs Xevtxenko o oficialment la Universitat Nacional Taràs Xevtxenko de Kíiv (ucraïnès: Київський національний університет імені Тараса Шевченка), col·loquialment coneguda com a KNU (ucraïnès: Київський національний універcитет - КНУ) és una universitat situada a Kíiv, capital d'Ucraïna. Fundada l'any 1834, és la tercera universitat més antiga d'Ucraïna després de la Universitat de Lviv i la Universitat de Khàrkiv. La universitat porta el nom del poeta i humanista ucraïnès Taràs Xevtxenko.
És considerada una de les universitats més prestigioses d'Ucraïna, oferint uns 600 programes educatius en 25 camps d'estudi diferents. Actualment compte amb uns 26.000 estudiants en cursos de grau i postgrau, i amb uns 2.600 acadèmics que col·laboren amb la Universitat. Així com 96 Doctors honoris causa.
Actualment, la Universitat té acords de col·laboració bilateral amb 227 institucions educatives i científiques estrangeres de 57 països. 180 acadèmics i professors estrangers de 32 països visiten la universitat anualment per col·laborar en recerca, assistir a conferències i impartir conferències. Cada any més de 1.500 professors, investigadors i estudiants viatgen a l'estranger amb finalitats acadèmiques (conferències, formació i recerca).

## Rànquings
Durant l'era de la Unió Soviètica, la Taràs Xevtxenko va ser una de les tres universitats principals de la URSS juntament amb la Universitat Estatal de Moscou i la Universitat Estatal de Leningrad.
- Al Rànquing de Xangai de 2024 la universtat està classificada entre els llocs 901 i 1000 del món i en el 1r d'Ucraïna.[4]
- Al QS World University Rankings de 2025 està classificada en el lloc 265 d'Europa, en el 16è de l'Europa de l'est i entre els llocs 701-710 del món.[7]
- Al CWTS Leiden Ranking de 2024 no apareix.[8]
- Al Times Higher Education Ranking de 2025 està classificada en el lloc 1.501+ del món.[9]
- A l'UniRank de 2024 està classificada en el lloc 1.068 del món i en el 1r d'Ucraïna.[10]
- Segons Scopus el 2009 tenia la producció d'articles d'investigació més alta de qualsevol universitat ucraïnesa.[11]
- Al Webometrics Ranking of World Universities del 2024 està classificada en el lloc 1.508 del món, el 582 d'Europa i en el 2n d'Ucraïna.[12]

## Campus

### Edifici Vermell

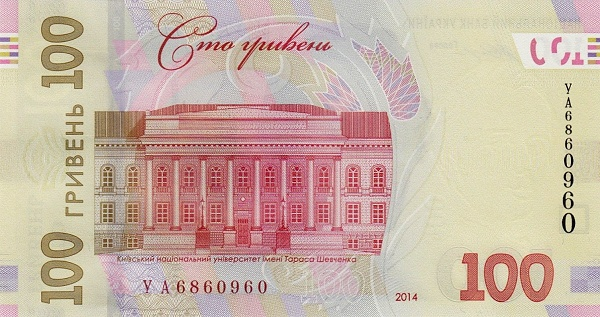
L'Edifici Vermell al revers del bitllet de 100 hrívnia del 2014.

L'edifici principal de la universitat situat al carrer Volodymyrska, 60, anomenat l'"Edifici Vermell", va ser construït entre 1837 i 1842 en estil neoclàssic basat en el disseny de l'arquitecte italià Vincent Beretti. És un enorme edifici tancat amb un atri, la llargada de la façana és de 145,68 m. Construït al cim d'un turó, aquest edifici ha influït significativament en la disposició arquitectònica de la ciutat al segle XIX.
Les parets de l'edifici es van pintar en color vermell, les bases són de ferro colat i els capitells de les columnes en negre el  1842. Els colors vermell i negre corresponen als colors de la cinta de l'orde de Sant Vladímir, fundada el 1782, el nom de la qual portava la universitat. El lema de l'orde “Utilitas, Honor et Gloria” (Benefici, Honor i Glòria) era i és també el lema de la universitat.

### Edifici Groc
L'edifici d'humanitats de la universitat situat al Boulevard Taràs Xevtxenko, 14, anomenat l'"Edifici Groc", va ser construït l'any 1850-52 en estil neoclàssic basat en el disseny d'Alexander Beretti, fill de Vincent Beretti, arquitecte de l'edifici principal de la universitat. Hi van ensenyar els destacats historiadors com M. Berlinslij i Nikolai Kostomàrov, entre els antics alumnes hi havia els pintors Nikolai Ge i V. Lewandowski, l'historiador N. Zakrewskij, l'economista Nikolai von Bunge, el poeta M. Gerbel, l'escultor Parmen Sabello. , els escriptors Mikhaïl Bulgàkov i Konstantin Paustovski, futurs acadèmics Evgeni Tarle,  O. Bogomoletz i Anatoli Lunatxarski. El 1919, el primer president de l'Acadèmia nacional de les ciències d'Ucraïna, l'acadèmic Vladímir Vernadski, vivia en aquesta escola de batxillerat. És un edifici universitari des del 1959.

### Facultats i instituts
La Universitat comprèn:
- Tretze facultats: Facultat d'Economia,[16] Facultat de Geografia,[17] Facultat d'Història,[18] Facultat d'Informàtica i Cibernètica,[19] Facultat de Filosofia,[20] Facultat de Física,[21] Facultat de Mecànica i Matemàtiques,[22] Facultat de Psicologia,[23] Facultat de Química,[24] Facultat de Radiofísica, Electrònica i Sistemes Informàtics,[25] Facultat de Sociologia[26] i Facultat de Tecnologies de la Informació;[27]
- Vuit instituts: Institut de Biologia i Medicina,[28] Institut de Geologia,[29] Institut d'Altes Tecnologies,[30] Institut de Relacions Internacionals,[31] Institut de Periodisme,[32] Institut de Dret,[33] Institut de Filologia,[34] Institut d'Administració i Funció Pública,[35] Institut d'Educació Contínua,[36] Institut de Gestió de la Guàrdia Estatal d'Ucraïna,[37] Institut Militar;[38]
- Dos col·legis professionals: Col·legi Professional de Tecnologies de Prospecció Geològica[39] i el Col·legi Òptic-Mecànic;[40]
- I un liceu: Liceu de Física i Matemàtica d'Ucraïna.[41]

### Biblioteca Científica Maksímovitx

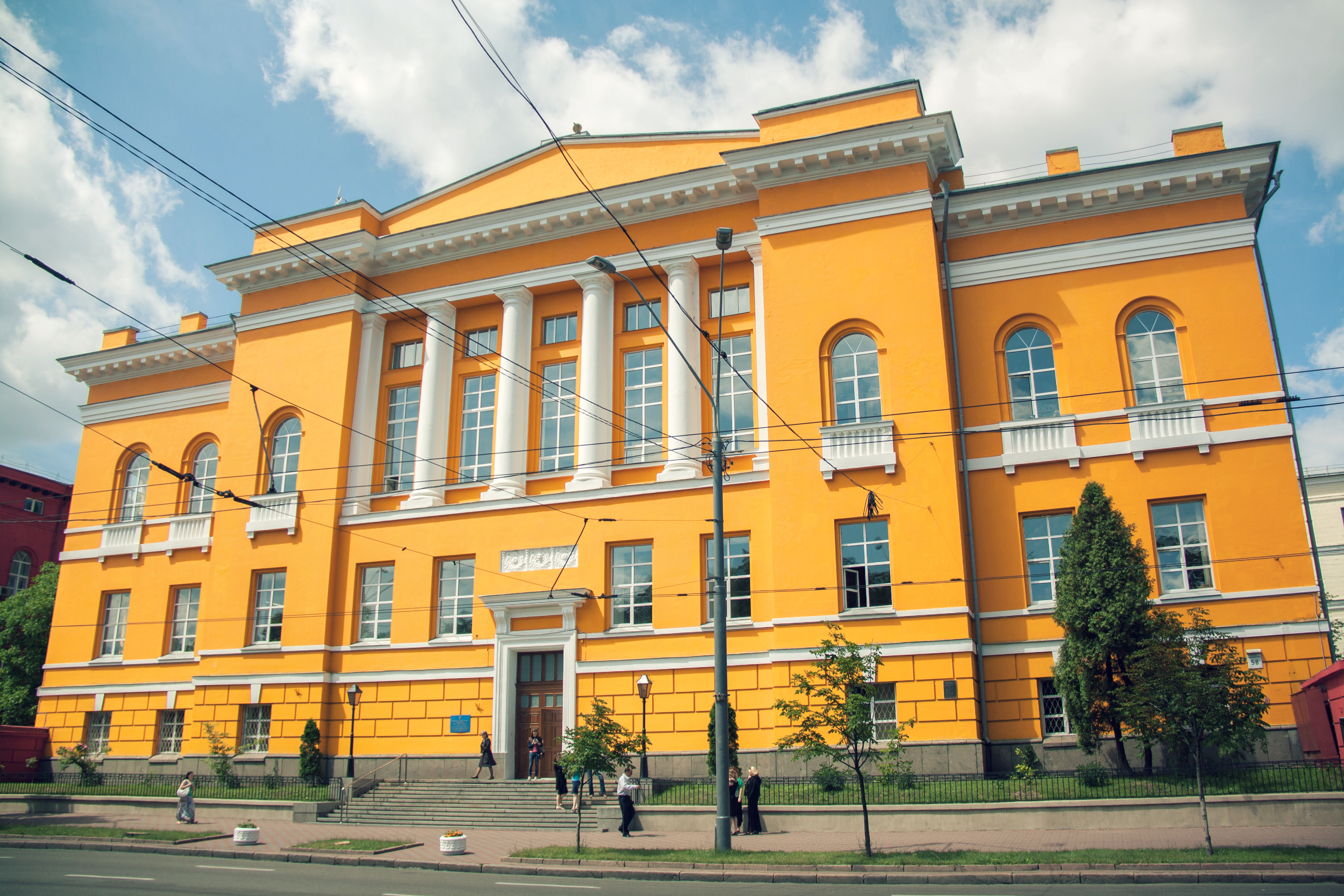
Edifici de la Biblioteca Científica Mikhaïl Maksímovitx.

La Biblioteca Científica Maksímovitx de la Universitat de Kíiv és una de les biblioteques més antigues de l'estat, ja que va ser fundada conjuntament amb la mateixa universitat l'any 1834. El fons documental de llibres de la biblioteca rep el nom de "Col·lecció Kremenets" i actualment allotja un fons de més de 3,5 milions d'exemplars repartits en més de 6.000 m2. La biblioteca està formada per 17 departaments de préstec i 15 sales de lectura ubicades a les respectives biblioteques de cadascuna de les facultats. L'any 1940 la Biblioteca va adquirir el títol de "Científica" i es va convertir en una unitat administrativa independent dins la universitat. El 3 d'abril de 1994 la biblioteca va rebre el nom de Mikhaïl Maksímovitx, el primer rector de la Universitat de Kíiv.

### Jardí botànic

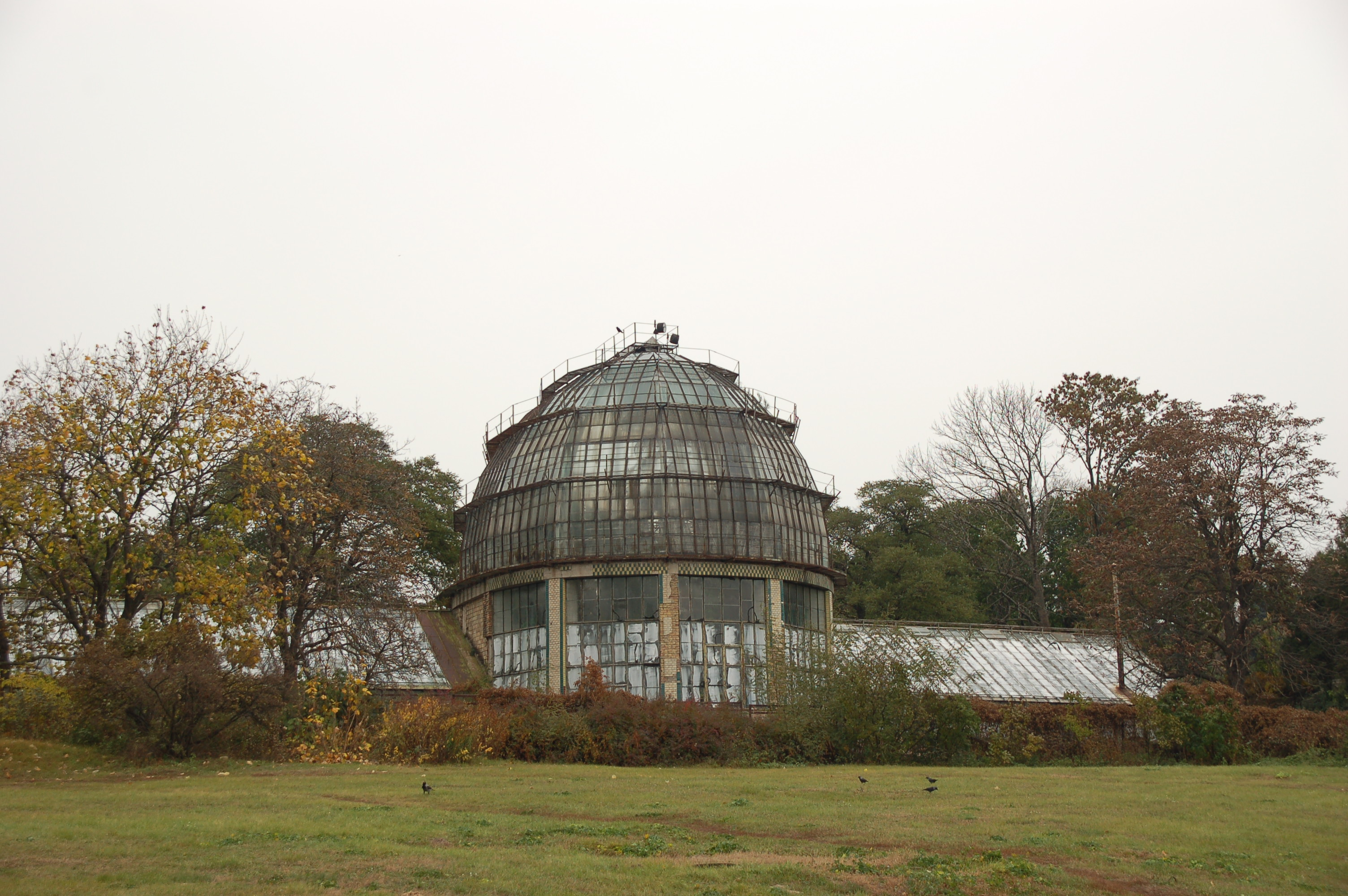
Hivernacle del jardí botànic.

El Jardí Botànic Aleksandr Fomin, anomenat així en honor del botànic Aleksandr Vassílievitx Fomin i director del jardí de 1914 a 1935, va ser fundat l'any 1839 i planificat també per l'arquitecte Vincent Beretti i el botànic R. E. Trautfetterom. La superfície total coberta pel jardí és d'unes 5,22 hectàrees (225.000 m2) amb una col·lecció de més de 10.000 espècies, formes i varietats de plantes i té la col·lecció de plantes suculentes més gran d'entre els països de l'antiga Unió Soviètica. L'alçada de l'hivernacle del jardí, després de la reconstrucció de l'any 1977, és d'uns 33 metres, sent el més gran del món. La primera orangerie de la universitat es va construir el 1846-49 per a la seva col·lecció de plantes tropicals i subtropicals; una col·lecció que compta ara amb més de dos mil peces i és una de les més grans d'Europa. Els jardins es troben al campus del centre de la ciutat, a la part posterior de l'Edifici Vermell i l'estació de metro de Kíiv més propera és Universytet.
A banda també hi trobem un observatori astronòmic, una oficina de relacions internacionals, el Centre d'edició i impressió "Universitat de Kíiv", un Departament de Recerca

## Associacions internacionals de les quals forma part
La universitat forma part de les següents xarxes de cooperació internacional: l'Associació d'Universitats Europees (EUA),Erasmus+, ESN (Erasmus Studen Network), GDIP

## Història

### Universitat Imperial de Sant Vladímir
La Universitat Imperial de Sant Vladímir de Kíiv va ser fundada el 1834 pel tsar Nicolau I de Rússia, i va rebre el nom en honor de Vladímir el Gran, Gran Príncep de la Rus de Kíev entre 980 i 1015. El nom de la universitat va ser escollit per les autoritats de l'imperi Rus i l'elecció del nom va ser un reflex de Kíiv com a bressol del cristianisme ortodox de l'Imperi.
La universitat es va beneficiar dels actius transferits de la Universitat de Vílnius i del Liceu Krzemieniec a Krèmenets (avui dia a l'Ucraïna Occidental), que es va tancar arran de l'aixecament de la revolta polonesa del 1830. Els primers 62 estudiants van començar els seus estudis a la universitat l'any 1834, en la seva única facultat, la Facultat de Filosofia, que tenia dos departaments: el Departament d'Història i Filologia i el Departament de Física i Matemàtiques. El 1835 i el 1847 s'hi varen incorporar la Facultat de Dret i la Facultat de Medicina. Posteriorment, la Facultat de Filosofia original es va dividir en dues unitats separades: la Facultat d'Història i Filologia i la Facultat de Ciències Naturals. No hi va haver més incorporacions de nous departaments fins a la dècada de 1920.
La Primera Guerra Mundial va alterar molt el procés educatiu de la universitat, on un nombre considerable d'estudiants es van trobar reclutats a l'exèrcit, l'escola de medicina de la Universitat es va transformar en un hospital militar i alguns dels laboratoris amenaçats per l'ocupació de Kíiv per les tropes alemanyes i austríaques van ser evacuats a les profunditats de l'imperi rus, a la ciutat de Saràtov al sud de Rússia. Només van tornar a la Universitat a la tardor de 1916.

### Universitat Mikhailo Drahomànov
El 1920, la Universitat de Sant Vladímir va ser rebatejada com a Universitat Mikhailo Drahomànov, figura pública i intel·lectual ucraïnesa.

### Universitat Taràs Xevtxenko
El 1939, la Universitat va tornar a ser rebatejada en honor del poeta, escriptor, folklorista i humanista ucraïnès Taràs Xevtxenko, que també havia estat breument empleat per la universitat entre 1845 i 1846.
Durant l'anomenada Gran Guerra Patriòtica, la universitat va ser evacuada a la ciutat de Khizilordà al Kazakhstan, on es va fusionar amb la Universitat de Khàrkiv per formar la Universitat Estatal d'Ucraïna Unida. Després de l'alliberament de Kíiv el 1943, la universitat va tornar a la ciutat i el 15 de gener de 1944 es van reprendre les classes per als estudiants de grau superior i per als de primer any el primer de febrer.
Des de 1960, quan es van admetre els primers estudiants internacionals, més de 20.000 especialistes altament qualificats s'han format a la Universitat. Els primers estudiants estrangers provenien de països de l'òrbita socialista i de l'Àfrica com Cuba, Guinea, Indonèsia, Ghana, Togo, Nigèria, Camerun, Benín, Zanzíbar, Iemen, Algèria i l'Afganistan.
El 1959, durant el període soviètic, la Universitat va rebre una Orde de Lenin i el 1984 una Orde de la Revolució d'Octubre.
A partir de la invasió russa d'Ucraïna del 2022, diversos edificis dels Instituts de Relacions Internacionals i Periodisme de la universitat van ser danyats en un atac de drons russos el 3 de novembre de 2024.

## Personalitats destacades

### Rectors
El primer rector de la universitat va ser el botànic Mikhaïl Maksímovitx, que va ocupar el càrrec des de juliol de 1834 fins a desembre de 1835. El seu successor fins a l'abril de 1837 va ser l'historiador Volodímir Zych. Altres rectors coneguts van ser Konstantin Newolin (maig de 1837 - febrer de 1843), Ernst Rudolph von Trautvetter (juny de 1847 - maig de 1859), Oleksandr Matveiev (setembre 1865 – maig 1871, maig 1875 – setembre 1878), Nikolai von Bunge (maig 1859 – febrer 1862, maig 1871 – maig 1875, setembre 1878 – març 1880), Mikola Ivanixev (març de 1862 - febrer de 1865), Konstantin Feofilaktov (1880-1881) i Nikolai Rennenkampf (març de 1883 - agost de 1890). L'actual rector és el filòsof Volodímir Bugrov des del 2021.

### Professors
Categoria principal: Professors de la Universitat de Kíiv

### Antics alumnes
Categoria principal: Alumnes de la Universitat de Kíiv
- Nikolai von Bunge (1823-1895), arquitecte, economista, estadista, acadèmic de l'Acadèmia de Ciències de Sant Petersburg i  rector de la Universitat de Kíiv.
- Mikhailo Hruixevski (1866-1934), historiador i polític. Fou el primer president de la República Popular d'Ucraïna.
- Volodímir Vinnitxenko (1880-1951), escriptor i polític. Fou el segon president de la República Popular d'Ucraïna.
- Yitshaq ben Tseví (1884-1963), historiador i polític israelià, líder del laborisme sionista. Fou el segon president d'Israel (1952-1963).
- Antanas Merkys, (1887-1955), polític i advocat. Fou l'últim primer ministre de la Lituània independent (1939-1940).
- Iosif Vazir Chamanzaminli (1887-1943), primer ambaixador de la República Democràtica de l'Azerbaidjan a Ucraïna i Turquia (1919-1920). El 2022 una sala de la facultat de Dret va rebre el seu nom.
- Gazanfar Musabekov (1888-1938)),revolucionari bolxevic azerbaidjanès i estadista soviètic. Fou president del Comitè Executiu Central de la RSS de l'Azerbaidjan de 1929 a 1931.
- Zofia Sara Syrkin-Binsztejnowa (1891–1943), metgessa i activista social jueva polonesa.
- Ian Gamarnik (1894-1937), primer secretari del Partit Comunista de Bielorússia (1928-1930).
- Bolesław Woytowicz (1899-1980), pianista i compositor polonès.
- Theodosius Dobzhansky (1900-1975), genetista i biòleg evolucionista ucraïnès-americà. Fou un dels fundadors de la Teoria Sintètica de l'Evolució.
- Igor Newerly (1903-1987), novel·lista i educador polonès.
- Leonid Vixeslavski (1914–2002), poeta, crític literari i traductor.
- Liudmila Pavlitxenko (1916-1974), franctiradora de l'Exèrcit Roig durant la Segona Guerra Mundial.
- Iuri Mushketyk (1929–2019), escriptor i periodista. Va guanyar la condecoració d'Heroi d'Ucraïna el 2009.
- Semen Appatov (1930-2003), historiador i politòleg.
- Miroslav Popovitx (1930-2018), crític literari i filòsof. Membre de l'Acadèmia nacional de les ciències d'Ucraïna.
- Hennadi Udovenko (1931-2013), polític i diplomàtic. Fou ministre d'Afers Exteriors d'Ucraïna (1994-1998) i el 52è president de l'Assemblea General de les Nacions Unides (1997-1998)
- Leonid Kravtxuk (1934-2022), polític i primer President d'Ucraïna després de la dissolució de l'URSS.[55]
- Svitlana Kyrychenko (1935–2016), activista dels drets humans.
- Borís  Olinik (1935-2017), poeta, traductor i activista polític.
- Valentina Xevtxenko (1935-2020), presidenta del Presidium del Soviet Suprem de la RSS d'Ucraïna (1984-1990).
- Iosif Vitebski (1938-), campió mundial d'esgrima i medallista olímpic.
- Mikhail Morgulis (1941-2021), escriptor, editor i teòleg en llengua russa.
- Iuri Ribtxinski (1945-), poeta, compositor i dramaturg.
- Lidiia Dunayevska (1948-2006), folklorista, professora, crítica literaria i poetessa. Fou la primera cap del Departament d'Estudis de Folklore de l'Institut de Filologia de la Universitat.
- Olena Golub (1951-), artista, historiadora de l'art i escriptora. Representant de la nova onada ucraïnesa.
- Gennadi Milinevsky (1951-), científic de l'atmosfera i professor de física i matemàtiques.
- Irina Bekeshkina (1952-2020), sociòloga i erudita en ciències polítiques.
- Tetiana Yakovenko (1954-), poetessa, crítica literària i professora.
- Valentina Davidenko (1955-), periodista, poeta i artista.
- Iuri Makarov (1955-), periodista, presentador de televisió, documentalista i escriptor d'origen rus.
- Halyna Hai (1956-2021), poetessa i escriptora.
- Solomia Pavlitxko (1958-1999), crítica literària, filòsofa i traductora.
- Svitlana Ieremenko (1959-), periodista i editora.
- Iuri Txekan (1960-), musicòleg i  membre de la Unió Nacional de Compositors d'Ucraïna.
- Oksana Zabujko (1960-), escriptora, poetessa, assagista i filòsofa.
- Amina Mohamed (1961-), advocada, diplomàtica i ex-secretària immediata del gabinet d'Esports, Patrimoni i Cultura a Kenya.
- Igor V. Komarov (1964-), químic orgànic sintètic, especialitzat en química farmacèutica i nanotecnologia.
- Andri Kozhemiakin (1965-), polític.
- Petrò Poroixenko (1965-), empresari i polítoc. Fou ministre d'Afers Estrangers (2009-1010) i president d'Ucraïna de 2014 a 2019.
- Tetiana Dziuba (1966-), escriptora, crítica literària, periodista i traductora.
- Oleksandr Tkatxenko (1966-), periodista i polític. Fou ministre de Cultura i Política d'Informació del 2020 al 2023.
- Mikheil Sakaixvili (1967-), polític i jurista georgià i ucraïnès. Fou president de Geòrgia entre 2004 i 2013. Després d'obtenir la nacionalitat ucraïnesa fou governador de l'óblast d'Odessa (2015-2016).
- Lê Thị Tuyết Mai (1967-), diplomàtica vietnamita. El 2020 fou nomenada representant de la Missió Permanent del Vietnam a l'Oficina de les Nacions Unides i a la Organització Mundial del Comerç.
- Vitali Klitxkò (1971-), campió mundial de la categoria de pes pesant del Consell Mundial de Boxa.
- Zinaida Kubar (1975-), artista i dissenyadora de moda.
- Vladímir Klitschko (1976-), boxejador i campió mundial de la categoria de pes pesant.
- Dmytro Kuleba (1981-), diplomàtic i ministre d'Afers Exteriors del 2020 al 2024.
- Natalia Gumenyuk (1983-), periodista especialitzada en reportatge de conflictes.
- Oleksandra Matvitxuk (1983-), advocada i activista dels drets humans.
- Anastasia Tsibuliak (1984-), científica en el cam de l'economia i ecoactivista.
- Maryna Viazovska (1984-), matemàtica coneguda pel seu treball en l'empaquetament d'esferes.
- Sonia Koshkina) (1985-), periodista.

## Logotip

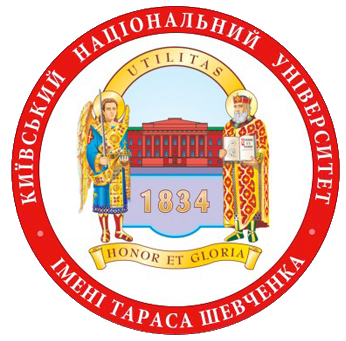
Logotip de la universitat.

El logotip de la universitat està format per l'escut d'armes dissenyat per Sergei Belyaev el 1994 per commemorar el 160è aniversari de la universitat. Al centre de l'escut es mostra l'edifici principal de la universitat, l'edifici Vermell, que simbolitza el seu caràcter de cambra del tresor del coneixement. Al costat esquerre es mostra l'arcàngel Miquel, patró de Kíiv, i al costat dret el Gran Príncep Volodímir, històricament considerat com el patró de la naturalesa fonamental del coneixement, i de qui la universitat va rebre el nom fins al 1919. Sota l'edifici hi ha l'any 1834 en referència a la data de la fundació de la universitat. Dues cintes daurades amb la inscripció "Utilitas, Honor et Gloria" envolten el quadre central. L'escut està envoltat per una anella vermella amb la inscripció "Київський національний університет імені Тараса Шевченка" (Universitat Nacional Taràs Xevtxenko de Kíiv).

## Asteroide 4868 Knushevia
El 4868 Knushevia, designat provisionalment com a 1989 UN2, és un asteroide situat a les regions més internes del cinturó d'asteroides del sistema solar, d'aproximadament 2 km de diàmetre. Va ser descobert el 27 d'octubre de 1989 per l'astrònoma nord-americana Eleanor Helin a l'Observatori Palomar de Califòrnia, Estats Units. L'asteroide va rebre el nom de la Universitat de Kíev. La citació de nom aprovada va ser publicada pel Minor Planet Center el 27 d'abril de 2002.